# Rodosz ostroma (1444)
Rodosz 1444-es ostromában a Mamlúk Birodalom megpróbálta elfoglalni a Jeruzsálemi Szent János Ispotályos Lovagrendtől a szigetet. A johanniták könnyű győzelmet arattak a burgundi flotta segítségével.

## Előcsatározások
A lovagrend 1310-ben foglalta el Rodoszt, amely a következő két évtizedre a központja lett. A lovagok minden komolyabb keresztény katonai vállalkozásból részt vállaltak, emellett pedig a muzulmánokkal szembeni kalózkodással egészítették ki pénzügyi forrásaikat. A johannitáknak pápai engedélyük volt arra, hogy a térségben bármilyen hajót megállítsanak, átkutassanak, és rakományát elkobozzák, ha úgy vélik, a hitetlenekkel folytatott kereskedésre szánják vagy abból származik.
A rend kalózakciói súlyos károkat okoztak a mameluk birodalomnak. Az-Záhir Csakmak egyiptomi szultán ezért elhatározta, hogy véget vet a lovagok tevékenységének. Először 1440-ben indított egy kisebb flottát a sziget ellen. A támadók az ütközetben 12 hajót vesztettek. A rend oldalán avatkozott be a burgundiai Geoffroy de Thoisy lovag négy hadihajója is.
A szultán 1443-ban nagyobb flottával hajózott ki Damiettából. Bejrút, Tripolisz, Lárnaka, Limassol és Adabia érintésével közelítették meg Rodoszt, összegyűjtve az alávetett városok katonáit. Először Chateau Roux szigetét foglalták el, hogy a lovagok ne tudják hátba támadni őket és kiiktassák a johanniták jelzőrendszerét, amely füst- és fényjelekkel tudatta a Rodosztól délre történő eseményeket a lovagokkal. A sziget a szultán birtokában maradt 1450-ig, amikor V. Alfonz nápolyi királynak sikerült visszafoglalnia. Mivel a mamelukok túl sok időt vesztegettek el, visszahajóztak Damiettába.

## Az ostrom
1444 tavaszán a mameluk flotta kifutott, és ismét Tripolisz érintésével indult Rodosz felé. A had negyven hadihajóból és több szállítóhajóból, valamint mintegy ezer katonából állt. A muzulmánok augusztus 10-én partra szálltak a szigeten, és gyűrűbe fogták a várost, és megkezdték a vidék elpusztítását. A johannitákat nem siettette semmi, megfelelő készletet halmoztak fel és várták a burgundiaiak segítségét is. A mamelukok néhány balul sikerült roham után elbizonytalanodtak.
Időközben megérkezett Geoffroy de Thoisy a burgundi hajókkal. A johanniták kitörtek az erődből, és a burgundiakkal megsemmisítő vereséget mértek a szervezetlenül harcoló mamelukokra, akik szeptember 18-án elhagyták Rodoszt. 1446-ban egy francia kereskedő, Jacques Coeur segítségével a felek békét kötöttek, a szultán nem támadt többé a szigetre, sőt az Oszmán Birodalom fenyegetése miatt még szövetségessé is váltak.